# Коста Христић
Коста Христић (Београд, 10. април 1852 — Београд, 5. март 1927) био је српски правник, политичар, дипломата, књижевник и преводилац.

## Биографија
Рођен је као син министра и председника Владе Николе Христића (1818-1911) и Јулијане, рођене Хаџи-Јовановић, у породици која је имала дванаесторо деце. По мајци је био праунук Томе Вучића Перишића.
Завршио је у Београду четвороразредну теразијску основну школу код учитеља Паје Векецког, а потом и шесторазредну гимназију. Завршио је Правни факултет Велике школе који је уписао 1867. године. После тога је студирао права у Немачкој (Берлин, Хајделберг 1872) и Француској.
Радио је у суду у Ваљеву три године, а потом у Варошком суду у Београду. После тога био је секретар српског посланства у Цариграду (1883), генерални конзул у Солуну (1889-1890), начелник Министарства иностраних дела (1888. и 1894). Био је посланик Краљевине Србије у Букурешту (1895), Риму (1899) и Бечу (1900-1903). Био је министар правде у влади Владана Ђорђевића (1897-1899).
Преводио је драме које су игране у Народном позоришту у Београду у периоду 1870-1907. У првој сезони 1869/70 играна је Скрибова драма „Кромвелов син“ по његовом преводу.
Написао је књигу сећања „Записи старог Београђанина“, изашлу у два тома 1923. и 1925. године. Посветио је успомени на свог оца Николу Христића.
У браку са Лепосавом (1859-1958), рођеном Живадиновић, имао је синове академика и композитора Стевана Христића (1885-1958), дипломату Бошка Христића (1889-1941) и ћерку Јелицу удату за армијског генерала Милутина Недића.

## Књижевник и преводилац
Коста Христић одликовао се широком културом и знањем страних језика. Бавио се музиком и волео књижевност и историју. Сарађивао је у периодичним публикацијама „Правда“, „Српски књижевни гласник“ и „Политика“, те у сарајевској „Домовини“, најчешће под псеудонимом „Стари Београђанин“. Као посебна књига издати су његови Записи старог Београђанина, који имају и књижевну и историјску вредност. Од 1870. бавио се и превођењем. Преводио је позоришна дела француских писаца: Ежена Скриба (Кромвелов син, 1870. и Адријена Лекуврер, 1872), Александра Диме-Оца (Кин, 1872), Ежена Лабиша (Штедионица, 1884), Викторијена Сардуа (Рабагас, 1882. и Вештица, 1904), Жана Екара (Чика Лебонар, 1907).